# Melanie Skotniková
Melanie Skotniková, provdaná Melfortová (* 8. listopadu 1982 Hersbruck, Bavorsko, Západní Německo) je francouzská atletka, výškařka původem německé národnosti, která od března roku 2005 reprezentuje Francii. Na středomořských hrách v roce 2005 získala stříbrnou medaili. Je držitelkou národního rekordu v hale a spoludržitelkou francouzského rekordu pod širým nebem.

## Kariéra
Od narození má dvojí občanství. Její matka pochází z francouzského kraje Alsaska a otec je Němec. První mezinárodní úspěch zaznamenala v roce 1999 na prvním ročníku MS do 17 let v Bydhošti, kde skončila společně s Marinou Koržovovou na 4. místě.
18. února 2007 ve francouzském městě Aubière zdolala laťku ve výšce 197 cm, čímž vylepšila francouzský halový rekord. 11. srpna 2007 si vylepšila osobní maximum rovněž pod otevřeným nebem, když pokořila laťku na stojanech ve výšce 196 cm ve francouzském městě Castres. Tímto výkonem vyrovnala národní rekord, když stejnou výšku zdolala 21. července 1985 Francouzka Maryse Ewanje-Epéeová.
Na světovém šampionátu v japonské Ósace v roce 2007 překonala v kvalifikaci 194 cm a postoupila do šestnáctičlenného finále. V něm rovněž překonala 194 cm avšak na následující výšce o tři centimetry výše třikrát neuspěla a podělila se společně s Kazaškou Marinou Aitovovou, Švédkami Kajsou Bergqvistovou a Emmou Greenovou a Ukrajinkou Vitou Palamarovou o sedmé místo. V roce 2008 neprošla sítem kvalifikace do patnáctičlenného finále výšky na letních olympijských hrách v Pekingu, když skončila těsně za branami finále, na prvním nepostupovém místě, stejně jako nigerijská výškařka Doreen Amata.
V roce 2009 se zúčastnila dvou halových mítinků na území Česka. V Hustopečích skončila šestá za 188 cm. 26. února se pak představila v rámci prvého ročníku mítinku světových rekordmanů i v pražské O2 areně, kde zdolala 192 cm a skončila třetí. Na Mistrovství světa v atletice 2009 v Berlíně skončila na devátém místě.

### Úspěchy
| Rok  | Závod                             | Místo                    | Umístění    | Výkon  |
| ---- | --------------------------------- | ------------------------ | ----------- | ------ |
| 1999 | Mistrovství světa do 17 let       | Bydhošť, Polsko          | 4.          | 1,79 m |
| 1999 | Mistrovství Evropy juniorů        | Riga, Lotyšsko           | 12.         | 1,79 m |
| 2000 | Mistrovství světa juniorů         | Santiago de Chile, Chile | 5.          | 1,85 m |
| 2001 | Mistrovství Evropy juniorů        | Grosseto, Itálie         | 10.         | 1,86 m |
| 2003 | ME do 23 let 2003                 | Bydhošť, Polsko          | 5.          | 1,87 m |
| 2004 | Halové MS 2004                    | Budapešť, Maďarsko       | kvalifikace | 1,86 m |
| 2005 | Evropský pohár v atletice         | Florencie, Itálie        | 3.          | 1,92 m |
| 2005 | Středomořské hry                  | Almería, Španělsko       | 2.          | 1,95 m |
| 2005 | Mistrovství světa v atletice 2005 | Helsinky, Finsko         | kvalifikace | 1,88 m |
| 2006 | Evropský pohár v atletice         | Málaga, Španělsko        | 6.          | 1,89 m |
| 2007 | Halové ME 2007                    | Birmingham, Anglie       | 6.          | 1,92 m |
| 2007 | Evropský pohár v atletice         | Mnichov, Německo         | 3.          | 1,95 m |
| 2007 | Mistrovství světa v atletice 2007 | Ósaka, Japonsko          | 7.          | 1,94 m |
| 2008 | Letní olympijské hry 2008         | Peking, Čína             | kvalifikace | 1,89 m |
| 2009 | Mistrovství světa v atletice 2009 | Berlín, Německo          | 9.          | 1,92 m |

### Osobní rekordy
- hala – 197 cm – 5. února 2003, Dortmund
- venku – 196 cm – 11. srpna 2007, Castres